# Сосновец-Даньдувка
Сосновец-Даньдувка  (пол. Sosnowiec Dańdówka) — узловая пассажирская и грузовая железнодорожная станция в городе Сосновец (расположенная в дзельнице Даньдувка), в Силезском воеводстве Польши. Имеет 2 платформы и 3 пути.
Станция построена в 1915 году на железнодорожной линии Тунель — Сосновец-Главный. Кроме того, с 1976 года здесь ведёт грузовая линия Домброва-Гурнича-Товарная — Путевой пост Паневник.